# Сиффреди, Рокко
Ро́кко Сиффре́ди (итал. Rocco Siffredi; настоящее имя — Ро́кко Та́но (итал. Rocco Tano), род. 4 мая 1964 в Ортоне, Абруццо, Италия) — итальянский порноактёр. Известен тем, что длина его члена в состоянии эрекции достигает 23 см. С 1993 года выступает не только как актёр, но и как продюсер, сценарист, режиссёр и писатель.
Сценическое имя Сиффреди он взял, вдохновлённый героем фильма «Борсалино» Рокки Сиффреди, которого сыграл Ален Делон.

## Карьера в порно
В 1984 году в одном из секс-клубов Франции Сиффреди познакомился с порноактёром Габриэлем Понтелло. Понтелло представил его продюсеру Марку Дорселю и режиссёру Мишелю Рико, который выбрал Рокко на первую его порнороль в «Belle d’Amour» (1987). Впоследствии Сиффреди работал в мире моды, но через два года вернулся в бизнес при помощи порноактрисы Терезы Орловски. Сиффреди предпочёл гонзо-стиль в порнографии, от консервативного до экстремального. Он практиковал грубый секс, анальный секс и анилингус. Благодаря сотрудничеству со студией Джона Стальяно «Evil Angel», а позже — и собственной студии «Rocco Siffredi Produzioni» в Будапеште, на которой стал выступать и в качестве режиссёра, Рокко стал одной из самых влиятельных и узнаваемых персон в порнографии. Всего бизнес принёс Сиффреди в 2000 году, по данным венгерской налоговой полиции, 2 млн $.
Грубый секс в стиле Сиффреди — это: плевки, пощёчины, порка, глубокая глотка, уролагния, таскание за волосы, удушение. Данные сексуальные приёмы в порнографии становятся особенно популярными в 2000-м, где экранный Сиффреди сильно отличается от большинства современных доминирующих мужчин в садомазохистских или эротических сценах унижения. Он часто позволяет ставить себя в покорные позы, позволяя актрисам производить удушение ягодицами или ногами, либо получать пощёчины по лицу. В редких случаях Сиффреди исполняет полностью покорные роли, например, в таких фильмах, как «Rocco More than Ever in London 2», «Animal Trainer 11», и «Marquis de Sade».
В фильмах Рокко снимались такие актрисы, как Анжелика Уайлд, Линн Стоун, Эва Блэк, Клаудия Росси, Аннетте Шварц, Мэнди Брайт и многие другие.
Актриса Бобби Старр так отозвалась о Сиффреди: «Любая девушка, которая была с ним… скажет вам, что они делали с ним те вещи, которые больше ни с кем никогда не сделают» . Говоря о своих партнёршах, Рокко сказал: «Я хочу видеть эмоции … страх … волнение … увеличивающиеся от удивления глаза».
Наиболее известной стала сцена с Сидони Лавур (Sidonie Lavour) из «Sandy Insatiable» (1995), в которой Рокко занимался анальным сексом с актрисой, голова которой в это время находилась в унитазе. Сиффреди известен рядом своих долгосрочных партнёрств: серия горячих выступлений с Келли Стэффорд, его путешествия по миру и производство видео с Джоном Стальяно и появление на экране с Начо Видалем. Является основателем «Rocco Siffredi Fun Club» и анонимно снимает европейских мужчин в своих фильмах, организует съёмки и ищет девушек для съёмок в разных странах, включая Венгрию, Чехию, Россию, Бразилию и Канаду.
Помимо участия в гонзо-фильмах, Рокко также известен участием в фильме «Tarzan X: Shame of Jane» (1995) (более известен как «Jungle Heat»), в котором он снимался вместе с женой Розой Караччоло.
В июне 2004 года Рокко заявил, что уходит в отставку ради своих детей и сосредоточится на режиссуре и производстве. Он сказал: «Мои дети подрастают, и я больше не могу говорить „Папа пошёл на работу, чтобы заработать денег“. Они должны знать больше». Вот как отозвался Аксель Браун о продолжительной карьере Рокко: «Проблема в том, что все эти годы он пытался найти „наследника престола“, но это не так-то просто. Он думал, что нашёл его в Начо Видале, но Начо выбрал свой путь». Сиффреди не снимался пять лет, занимаясь исключительно режиссурой. Но сексуальная неудовлетворённость и разочарование в себе как в режиссёре, а также состояние порноиндустрии подвигли к тому, что в 2009 году Сиффреди снова начал сниматься в порно как актёр. Кроме того, снялся в двух художественных фильмах француженки Катрин Брейя («Романс Х» и «Порнократия»).

## Личная жизнь
Сиффреди женат с 1995 года на бывшей Мисс Венгрия венгерке Розе Караччоло (порноактриса в 1993—98 гг.), с которой он познакомился в 1993 году в Каннах. Спустя два года они снялись в Tarzan X: Shame of Jane.
У них двое детей: сыновья Лоренцо (1996 г. р.) и Леонардо (1999 г. р.).
Своё возвращение в 2009 году Сиффреди прокомментировал так: «Я спросил у своей жены и она сказала, что это моё дело и только, оно не касается её и детей. И ещё она сказала: „Ты сам решил уйти, мы тебя не просили. Так что если ты решил вернуться, просто возвращайся“».
В 2013 году как приглашённая звезда выступил на фестивале в Сан-Ремо с группой Elio e le Storie Tese, исполнившей кавер на песню «Un bacio piccolissimo».
У Рокко также был двоюродный брат Габриэле Галетта (итал. Gabriele Galetta; 1962—2020), с которым он работал на протяжении 25 лет (Габриэле появился на церемонии вручения XBIZ Europa Awards в 2019 году).

## Награды
Сиффреди получил около 40 наград AVN Awards с тех пор, как в 1991 году получил первую в номинации «Лучшая сцена группового секса». Эти награды включают:
- Лучший режиссёр — иностранный выпуск (Who Fucked Rocco?)
- Лучший сериал (Rocco: Animal Trainer)
- Лучший режиссёр — видео (Ass Collector)
- Лучший исполнитель года в 1993, 1996 и 2003
- Лучшая сцена анального секса — фильм (The Fashionistas)
- Лучший выпуск Pro-Am (Rocco’s Initiations 9)
- Лучший иностранный актёр в 2013[13]
- Лучший иностранный фильм (Rocco: Animal Trainer 3)

и награду AVN’s Hall of Fame.
Также он выиграл Eroticline Awards 2005 как лучший международный актёр.
| Год  | Премия                                      | Фильм                                  | Совместно с |
| ---- | ------------------------------------------- | -------------------------------------- | --- |
| 1991 | Best Group Sex Scene — Video                | Buttman’s Ultimate Workout             | Alexandra Quinn & Sunny McKay |
| 1992 | Best Couples Sex Scene — Video              | Buttman’s European Vacation            | Silver |
| 1992 | Best Group Sex Scene — Video                | Buttman’s European Vacation            | Silver & Zara Whites |
| 1993 | Male Performer of the Year                  | н/д                                    | н/д |
| 1994 | Best Group Sex Scene — Film                 | New Wave Hookers 3                     | Tiffany Million, Lacy Rose, Crystal Wilder, Francesca Le & Jon Dough |
| 1995 | Best Anal Sex Scene — Video                 | Bend Over Brazilian Babes 2            | Sara, Jessica & Felipé |
| 1996 | Male Performer of the Year                  | н/д                                    | н/д |
| 1996 | Best Couples Sex Scene — Video              | Buttman’s Big Tit Adventure 3          | Debbie Dee |
| 1997 | Best Couples Sex Scene-Film                 | Jenna Loves Rocco                      | Jenna Jameson |
| 1997 | Best Group Sex Scene-Video                  | Buttman’s Bend Over Babes 4            | Ruby, Christi Lake & John Stagliano |
| 1997 | Best Anal Sex Scene-Video                   | Buttman’s Bend Over Babes 4            | Laura Turner & Danielle Louise Kelson |
| 1998 | Best Couples Sex Scene                      | Buda                                   | Ursula Moore |
| 2000 | Best Sex Scene in a Foreign Release         | When Rocco Meats Kelly 2: In Barcelona | Kelly, Alba Dea Monte & Nacho Vidal |
| 2002 | Best Couples Sex Scene — Video              | Rocco’s Way To Love                    | Kelly Stafford |
| 2002 | AVN Hall of Fame                            | н/д                                    | н/д |
| 2003 | Male Foreign Performer of the Year          | н/д                                    | н/д |
| 2003 | Best Anal Sex Scene — Film                  | Fashionistas                           | Kate Frost |
| 2003 | Best Oral Sex Scene — Film                  | Fashionistas                           | Belladonna |
| 2003 | Best Group Sex Scene — Film                 | Fashionistas                           | Friday, Taylor St. Claire & Sharon Wild |
| 2003 | Best Director — Video                       | The Ass Collector                      | н/д |
| 2003 | Best Sex Scene in a Foreign-Shot Production | The Ass Collector                      | Veronica B. Cindy, Henrietta, Karib, Katalin, Monik, Nikita, Niky, Sheila Scott, Petra Short & Stella Virgin |
| 2005 | Best Sex Scene in a Foreign-Shot Production | Rocco Ravishes Russia                  | н/д |
| 2006 | Best Director — Foreign Release             | Who Fucked Rocco?                      | н/д |
| 2007 | Best Group Sex Scene — Video                | Fashionistas Safado: The Challenge     | Belladonna, Melissa Lauren, Jenna Haze, Gianna Michaels, Sandra Romain, Adrianna Nicole, Flower Tucci, Sasha Grey, Nicole Sheridan, Marie Luv, Caroline Pierce, Lea Baren, Джевел Марсо, Jean Val Jean, Christian XXX, Voodoo, Chris Charming, Erik Everhard & Mr. Pete |
| 2008 | Best Group Sex Scene, Video                 | Fashionistas Safado: Berlin            | Annette Schwarz, Синтия Стоун, Judith Fox & Vanessa Hill |
| 2008 | Best Three-Way Sex Scene                    | Fashionistas Safado: Berlin            | Katsuni & Melissa Lauren |
| 2009 | Male Foreign Performer of the Year          | н/д                                    | н/д |
| 2011 | Male Foreign Performer of the Year          | н/д                                    | н/д |
| 2012 | Male Foreign Performer of the Year          | н/д                                    | н/д |
| 2013 | Best Sex Scene in a Foreign-Shot Production | Aliz Loves Rocco                       | Bibi Noel & Mira |
| 2013 | Male Foreign Performer of the Year          | н/д                                    | н/д |
| 2013 | Most Outrageous Sex Scene                   | Voracious: The First Season            | Brooklyn Lee |
| 2014 | Male Foreign Performer of the Year          | н/д                                    | н/д |
| 2015 | Best Sex Scene in a Foreign-Shot Production | Rocco’s Perfect Slaves 2               | Саманта Бентли & Henessy |
| 2015 | Male Foreign Performer of the Year          | н/д                                    | н/д |

| Год  | Премия              |
| ---- | ------------------- |
| 1996 | Best European Actor |
| 1997 | Best European Actor |

| Год  | Премия                     | Фильм               | Совместно с                                                                            |
| ---- | -------------------------- | ------------------- | -------------------------------------------------------------------------------------- |
| 2002 | Best Actor                 | Ass Collector       | н/д                                                                                    |
| 2002 | Best Director              | Ass Collector       | н/д                                                                                    |
| 2004 | Special Jury Award         | н/д                 | н/д                                                                                    |
| 2005 | Most Original Sex Scene    | Who Fucked Rocco?   | Venus                                                                                  |
| 2007 | Best Actor                 | Fashionistas Safado | н/д                                                                                    |
| 2007 | Most Original Sex Sequence | Fashionistas Safado | Melissa Lauren, Belladonna, Jenna Haze, Gianna Michaels, Sandra Romain & Jean Val Jean |

| Год  | Премия                |
| ---- | --------------------- |
| 1997 | Best Actor (Europe)   |
| 2000 | Best Actor (European) |
| 2003 | Best Actor (Europe)   |

| Год  | Премия                             |
| ---- | ---------------------------------- |
| 2011 | Foreign Male Performer of the Year |
| 2015 | Foreign Male Performer of the Year |

| Год  | Премия                        | Фильм                                          | Совместно с                                      |
| ---- | ----------------------------- | ---------------------------------------------- | ------------------------------------------------ |
| 1993 | Male Performer of the Year    | н/д                                            | н/д                                              |
| 1993 | Best Couples Sex Scene        | Chameleons: Not The Sequel                     | Ashlyn Gere                                      |
| 1993 | Best Anal Sex Scene           | Face Dance II                                  | Sierra                                           |
| 1994 | Best Couples Scene            | New Wave Hookers 3                             | Crystal Wilder                                   |
| 1995 | Best Group Scene              | Buttman’s British Moderately Big Tit Adventure | Stephanie Hart-Rogers, Janey Lamb & Joey Silvera |
| 1996 | Best Male-Female Couple Scene | Kink                                           | Careena Collins                                  |
| 2000 | Best Anal or D.P. Sex Scene   | When Rocco Meats Kelly 2                       | Kelly, Alba Dea Monte & Nacho Vidal              |
| 2001 | XRCO Hall of Fame             | н/д                                            | н/д                                              |
| 2003 | Best Group Sex Scene          | Fashionistas                                   | Friday, Taylor St. Claire & Sharon Wild          |
| 2003 | Best Actor                    | Fashionistas                                   | н/д                                              |
| 2003 | Best Male/Female Sex Scene    | Fashionistas                                   | Taylor St. Claire                                |
| 2007 | Best On-Screen Chemistry      | Fashionistas Safado: The Challenge             | Gianna Michaels & Jenna Haze                     |

## Фильмография
- 1994 — Marquis de Sade — Маркиз де Сад
- 1999 — Romance X — Paolo[49]
- 2004 — Порнократия (Anatomie de l’enfer)
- 2016 — Rocco — камео
- День опасного секса[50]